# Giuseppe Attardi
Giuseppe Maria Attardi (* 14. September 1923 in Vicari, Italien; † 5. April 2008 in Altadena, Vereinigte Staaten) war ein italienisch-US-amerikanischer Genetiker am California Institute of Technology.

## Leben
Attardi wurde 1947 an der Universität Padua Doktor der Medizin. Als Postdoktorand arbeitete er am Karolinska-Institut nahe Stockholm, Schweden und an der Washington University in St. Louis, Vereinigte Staaten. Seit 1963 war er Professor für Biologie am California Institute of Technology (Caltech). 1974 wurde er Bürger der Vereinigten Staaten. Attardi war verheiratet und hatte zwei Kinder. Seine Frau, Anne Chomyn, war ebenfalls Forscherin am Caltech.

## Wirken
Attardi arbeitete mit zahlreichen Größen der medizinisch-genetischen Forschung zusammen, darunter den Nobelpreisträgern James Watson, Francois Jacob und Renato Dulbecco.
1967 entdeckte Attardi die mitochondriale RNA beim Menschen, wenig später mitochondriale Ribosomen und in deren Genom verschlüsselte Proteine. 1981 präsentierte er die Genkarte und Transkriptionskarte der mitochondrialen DNA. Er beschrieb 1983 die dreizehn dort verschlüsselten Proteine, die sämtlich zum System der oxidativen Phosphorylierung gehören, das zur Synthese von Adenosintriphosphat (ATP) führt. Attardi entwickelte Methoden, um die Auswirkungen von Mutationen in der mitochondrialen DNA auf den zellulären Stoffwechsel und ihre Bedeutung für die Pathogenese von Mitochondriopathien aufzuklären. 1999 zeigte er die Bedeutung der mitochondrialen DNA und ihrer im Laufe des Lebens erworbenen Mutationen für den Prozess des Alterns. Attardi trug entscheidend zum Mitochondrial Genome Project bei.

## Auszeichnungen (Auswahl)
- 1970 Guggenheim Fellowship[1]
- 1984 Mitglied der National Academy of Sciences
- 1989 Antonio-Feltrinelli-Preis[2]
- 1998 Gairdner Foundation International Award[3]
- 2000 Passano Award[4]